# Persone di nome Miroslav
| Questa pagina contiene informazioni ricavate automaticamente dalle voci biografiche con l'ausilio del template Bio e di un bot. L'aggiornamento è periodico e automatico e ricostruisce completamente la pagina. Se manca una persona in questa lista, sei pregato di non aggiungerla, ma accertati piuttosto che la sua voce biografica contenga il template Bio e che i dati anagrafici siano correttamente compilati. Se il template Bio manca, inseriscilo tu stesso o, in alternativa, metti l'avviso {{tmp\|Bio}} che ne segnala la mancanza. Se i dati riportati sono sbagliati, correggi direttamente la voce biografica; le modifiche saranno visibili in questa lista entro pochi giorni. Per chiarimenti vedi il progetto antroponimi. La lista contiene solo le 126 persone che sono citate nell'enciclopedia e per le quali è stato implementato correttamente il template Bio. Pagina aggiornata al 23 mag 2025. |

Questa è una lista di persone presenti nell'enciclopedia che hanno il nome Miroslav, suddivise per attività principale.

## Allenatori di calcio(11)
- Miroslav Barčík, allenatore di calcio e calciatore slovacco (Čadca, n. 1978)
- Miroslav Beránek, allenatore di calcio e ex calciatore cecoslovacco (Benešov, n. 1957)
- Miroslav Đukić, allenatore di calcio e ex calciatore serbo (Šabac, n. 1966)
- Miroslav Karhan, allenatore di calcio e ex calciatore slovacco (Hlohovec, n. 1976)
- Miroslav Klose, allenatore di calcio e ex calciatore tedesco (Opole, n. 1978)
- Miroslav Koubek, allenatore di calcio e ex calciatore ceco (Praga, n. 1951)
- Miroslav Miller, allenatore di calcio e ex calciatore ceco (Beroun, n. 1980)
- Miroslav Soukup, allenatore di calcio e ex calciatore ceco (Prachatice, n. 1965)
- Miroslav Tanjga, allenatore di calcio e ex calciatore serbo (Vinkovci, n. 1964)
- Miroslav Votava, allenatore di calcio e ex calciatore cecoslovacco (Praga, n. 1956)
- Miroslav Žitnjak, allenatore di calcio e ex calciatore croato (Đakovo, n. 1967)

## Allenatori di pallacanestro(2)
- Miroslav Nikolić, allenatore di pallacanestro e dirigente sportivo serbo (Kragujevac, n. 1956)
- Miroslav Vondřička, allenatore di pallacanestro ceco (n. 1933)

## Arbitri di calcio(2)
- Miroslav Stupar, ex arbitro di calcio sovietico (Ivano-Frankivs'k, n. 1941)
- Miroslav Zelinka, arbitro di calcio ceco (Praga, n. 1981)

## Attori(1)
- Miroslav Taborsky, attore ceco (Praga, n. 1959)

## Bassisti(1)
- Miroslav Vitouš, bassista e contrabbassista ceco (Praga, n. 1947)

## Biatleti(1)
- Miroslav Matiaško, biatleta slovacco (Handlová, n. 1982)

## Canoisti(1)
- Miroslav Šimek, ex canoista ceco (Turnov, n. 1959)

## Canottieri(1)
- Miroslav Koranda, canottiere cecoslovacco (Praga, n. 1934 - † 2008)

## Cantanti(1)
- Miro, cantante bulgaro (Dobrič, n. 1976)

## Cestisti(11)
- Miroslav Baumruk, cestista cecoslovacco (Praga, n. 1926)
- Miroslav Berić, ex cestista serbo (Belgrado, n. 1973)
- Miroslav Dostál, cestista cecoslovacco (n. 1923 - † 2015)
- Miroslav Pašajlić, cestista serbo (Novi Sad, n. 1995)
- Miroslav Pecarski, ex cestista jugoslavo (Kikinda, n. 1967)
- Miroslav Radošević, ex cestista e allenatore di pallacanestro serbo (Užice, n. 1973)
- Miroslav Raduljica, cestista serbo (Inđija, n. 1988)
- Miroslav Raičević, ex cestista e allenatore di pallacanestro serbo (Vrbas, n. 1981)
- Miroslav Škeřík, cestista cecoslovacco (Košice, n. 1924 - Praga, † 2013)
- Miroslav Todić, ex cestista bosniaco (Tuzla, n. 1985)
- Miroslav Vondráček, cestista cecoslovacco (n. 1924)

## Combinatisti nordici(2)
- Miroslav Dvořák, combinatista nordico ceco (Liberec, n. 1987)
- Miroslav Kopal, ex combinatista nordico ceco (Jablonec nad Nisou, n. 1963)

## Compositori di scacchi(1)
- Miroslav Havel, compositore di scacchi cecoslovacco (Teplice, n. 1881 - Praga, † 1958)

## Direttori della fotografia(1)
- Miroslav Ondříček, direttore della fotografia cecoslovacco (Praga, n. 1934 - Praga, † 2015)

## Drammaturghi(1)
- Miroslav Feldman, drammaturgo e poeta croato (Virovitica, n. 1899 - Zagabria, † 1976)

## Filologi(1)
- Miroslav Marcovich, filologo classico serbo (Belgrado, n. 1919 - Urbana, † 2001)

## Fotografi(1)
- Miroslav Tichý, fotografo ceco (Kyjov, n. 1926 - Kyjov, † 2011)

## Generali(1)
- Miroslav Navratil, generale e aviatore croato (Sarajevo, n. 1893 - Zagabria, † 1947)

## Ginnasti(1)
- Miroslav Cerar, ex ginnasta jugoslavo (Lubiana, n. 1939)

## Giocatori di football americano(1)
- Miroslav Stankić, ex giocatore di football americano serbo

## Giuristi(1)
- Miro Cerar, giurista e politico sloveno (Lubiana, n. 1963)

## Hockeisti su ghiaccio(4)
- Miroslav Blaťák, hockeista su ghiaccio ceco (Gottwaldov, n. 1982)
- Miroslav Hlinka, hockeista su ghiaccio slovacco (Trenčín, n. 1972 - Banská Bystrica, † 2014)
- Miroslav Rys, hockeista su ghiaccio e calciatore cecoslovacco (Kladno, n. 1932 - † 2020)
- Miroslav Šatan, ex hockeista su ghiaccio slovacco (Topoľčany, n. 1974)

## Lottatori(1)
- Miroslav Kirov, lottatore bulgaro (Sliven, n. 1991)

## Pallamanisti(1)
- Miroslav Jurka, pallamanista ceco (Valašské Meziříčí, n. 1987)

## Pallanuotisti(1)
- Miroslav Poljak, pallanuotista jugoslavo (Zagabria, n. 1944 - Zagabria, † 2015)

## Pallavolisti(1)
- Miroslav Gradinarov, pallavolista bulgaro (Dobrič, n. 1985)

## Patrioti(1)
- Miroslav Tyrš, patriota e storico dell'arte ceco (Děčín, n. 1832 - Oetz, † 1884)

## Pesisti(2)
- Miroslav Menc, ex pesista e discobolo ceco (Rumburk, n. 1971)
- Miroslav Vodovnik, pesista sloveno (n. 1977)

## Poeti(2)
- Mika Antić, poeta, sceneggiatore e regista cinematografico jugoslavo (Mokrin, n. 1932 - Novi Sad, † 1986)
- Miroslav Košuta, poeta e scrittore italiano (Santa Croce, n. 1936)

## Politici(3)
- Miroslav Lajčák, politico e diplomatico slovacco (Poprad, n. 1963)
- Miroslav Ouzký, politico ceco (Chlumec nad Cidlinou, n. 1958)
- Miroslav Škoro, politico e cantante croato (Osijek, n. 1962)

## Presbiteri(2)
- Miroslav Konštanc Adam, presbitero slovacco (Michalovce, n. 1963)
- Miroslav Bulešić, presbitero croato (Zabroni, n. 1920 - Lanischie, † 1947)

## Religiosi(1)
- Miroslav Filipović-Majstorović, religioso e militare croato (Jajce, n. 1915 - Zagabria, † 1946)

## Scacchisti(1)
- Miroslav Filip, scacchista ceco (Praga, n. 1928 - Praga, † 2009)

## Scrittori(1)
- Miroslav Krleža, scrittore e poeta croato (Zagabria, n. 1893 - Zagabria, † 1981)

## Slittinisti(1)
- Miroslav Zajonc, ex slittinista cecoslovacco (Nový Smokovec, n. 1960)

## Sovrani(1)
- Miroslav di Croazia, sovrano croato († 949)

## Wrestler(1)
- Rusev, wrestler bulgaro (Plovdiv, n. 1985)

## Senza attività specificata(3)
- Miroslav Januš, ex tiratore a segno ceco (Postupice, n. 1972)
- Miroslav Zavidović († 1190)
- Miroslav Varga, ex tiratore a segno ceco (Žatec, n. 1960)